# Randy California
 (août 2022).
Si vous disposez d'ouvrages ou d'articles de référence ou si vous connaissez des sites web de qualité traitant du thème abordé ici, merci de compléter l'article en donnant les références utiles à sa vérifiabilité et en les liant à la section « Notes et références ».
Randy Craig Wolfe, dit Randy California, né le 20 février 1951 et mort le 2 janvier 1997, est un guitariste, chanteur et compositeur américain, membre original du groupe de rock Spirit formé en 1967. 

## Biographie
Randy California est né dans une famille de musiciens à Los Angeles (États-Unis). Il passe sa jeunesse à étudier différents styles musicaux au « Ash Grove » de Hollywood. Il a 15 ans lorsqu'il part pour New York où il rencontre Jimi Hendrix en 1966. Il joue dans le groupe de Hendrix Jimmy James & the Blue Flames durant l'été. Son nom de scène Randy California lui est donné par Hendrix pour le distinguer d'un autre membre du groupe surnommé, lui, Randy Texas (car originaire de cet État). Quand Hendrix est invité à se rendre en Angleterre par Chas Chandler, Randy n'est pas autorisé par ses parents à le suivre et il manque ainsi l'occasion de devenir membre du célèbre Jimi Hendrix Experience.
Avec son beau-père Ed Cassidy (en) il fonde en 1967 le groupe Spirit, et écrit leur plus gros succès en 1968 I Got a Line on You, qui deviendra en 1981 un succès disco de Patrick Cowley. L'autre grand succès de Spirit est ensuite Nature's Way. La musique du morceau reste toujours d'actualité avec sa sonorité unique mélangeant des notes éthérées, des rythmes durs et une vision satirique du monde. On a dit que Jimmy Page aurait plagié les parties de guitare de Randy California sur Taurus lorsqu'il a écrit Stairway to Heaven, bien que cela fut toujours démenti par Page.
le 6 avril 1972, il remplace Ritchie Blackmore au sein de Deep Purple sur la tournée au Québec. Lors de ce concert, le groupe joue entre autres un morceau que Blackmore a toujours refusé de jouer, When a Blind Man Cries.
Randy California quitte Spirit en 1971 pour entamer une carrière solo, tout en rejoignant épisodiquement le groupe lors de différentes reformations au fil des ans. Le 2 janvier 1997, en tentant de sauver son fils Quinn âgé de 12 ans (qui survécut) de la noyade, il se noie dans l'océan au large de Molokai près de sa maison à Hawaii.

## Discographie

### Albums solo
- Kapt Kopter And The (Fabulous) Twirly Birds (1972)
- Future Games (1976)
- Euro-American (1982)
- Restless (1985)
- Shattered Dreams (1986)
- The Euro-American Years, 1979-1983, 4-CD set (2007)

### Vidéographie
- Night of the Guitar (1988)